# Klooster van Betlehem

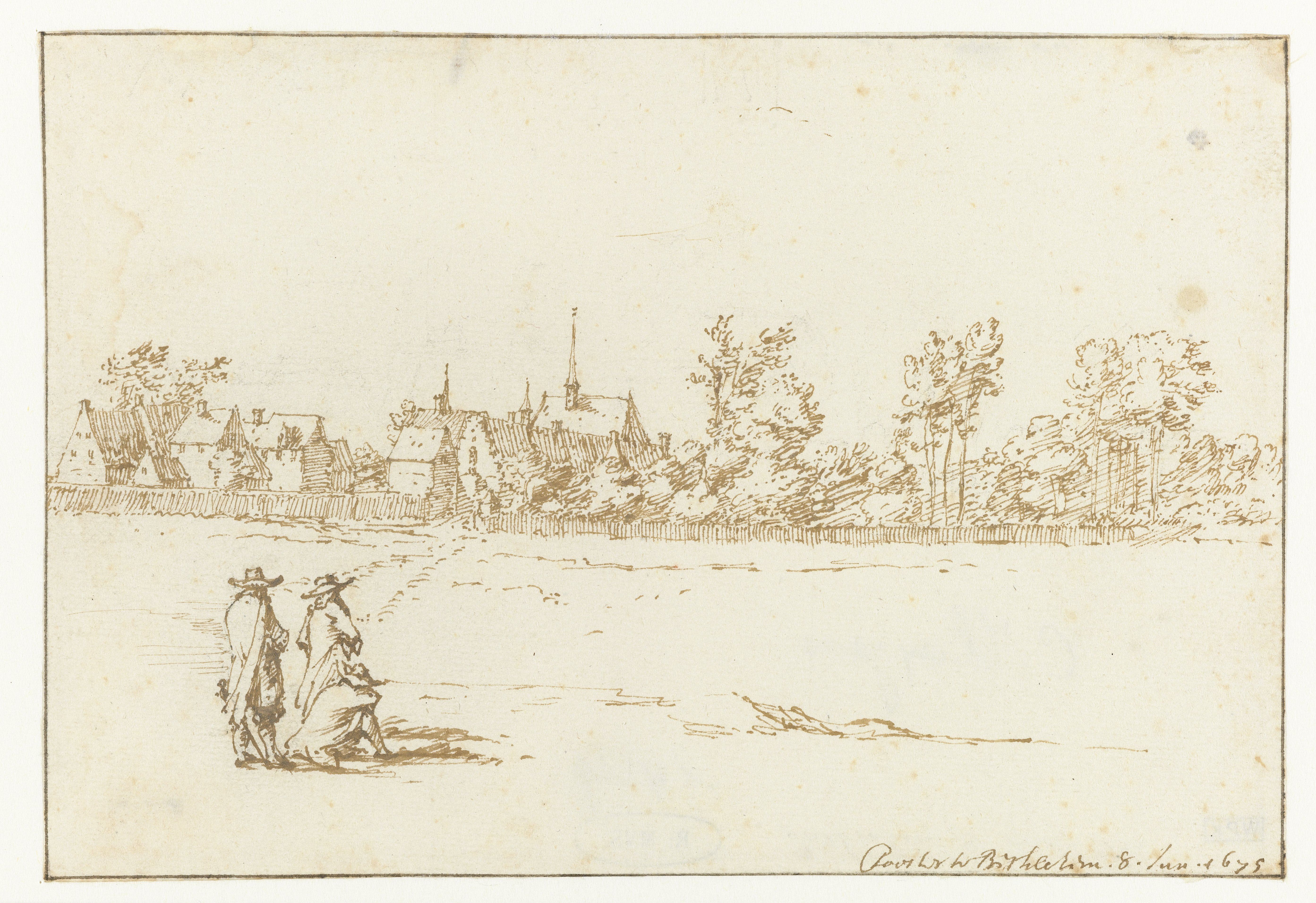
Klooster of Priorij Bethlehem getekend door Constantijn Huygens in 1675

Het Klooster van Betlehem is een voormalig klooster in de Vlaams-Brabantse plaats Herent, gelegen aan de Sint-Jozefsdreef.

## Geschiedenis
In 1407 werd hier door Godefridus van Betlehem een Augustijnenklooster gesticht: de Priorij van Betlehem. Dit was, na het Kartuizersklooster te Herne van 1314, het eerste mannelijke slotklooster. Dit was tot 1412 aangesloten bij de Priorij Groenendaal en daarna bij de Congregatie van Windesheim.
In 1784 werd het klooster opgeheven door keizer Jozef II. In de nasleep van de Brabantse Omwenteling (1789-1790) kochten de monniken het terrein terug, maar in 1798 werd het klooster opnieuw opgeheven en de bezittingen ervan openbaar verkocht. Nu werd het klooster aangekocht door Michel Thielens die brouwer en burgemeester van Leuven was. Een deel van de 17e- en 18e-eeuwse gebouwen gebruikte hij als buitenhuis en de rest, waaronder de kapel, liet hij slopen.
Van 1850-1899 was het goed in bezit van de familie Bauchau-Vanderhaert. In die tijd werd het park aangelegd.
In 1863 was een ander deel van het domein in bezit gekomen van de Leuvense gasthuiszusters. In 1899 verkregen zij het hele domein. Na de Eerste Wereldoorlog richtten zij hier een preventorium voor zieke kinderen in. Na de Tweede Wereldoorlog werd dit een rustoord voor zieken en herstellenden. In 1960 werd hier door de Leuvense Universiteit de Universitaire Sint-Jozefkliniek opgericht. In 1984 werd dit een woonzorgcentrum.
Het zuidelijk deel van het domein wordt in beslag genomen door een gebouwencomplex. Het noordelijk deel is nog intact en omvat een aantal monumentale bomen uit de 2e helft van de 19e eeuw.